# Músculo recto posterior menor de la cabeza
El músculo recto posterior menor de la cabeza (musculus rectus capitis posterior minor) surge desde un estrecho tendón proveniente del tubérculo posterior del arco posterior del atlas, y comienza a ensancharse mientras sube, insertándose en la zona medial de la línea nucal inferior del hueso occipital, y de la superficie entre esta y el foramen magno; y este también se adhiere en algo a la dura madre.
Este colabora, incrementando su fuerza, con el músculo recto posterior mayor de la cabeza y el oblicuos menor y oblicuo mayor de la cabeza.
Puentes formados por el tejido conectivo se han destacado en la articulación atlanto-occipital entre el músculo recto posterior menor de la cabeza y la dura madre. Similares conexiones del tejido del músculo recto posterior mayor de la cabeza también han sido descubiertas recientemente. La disposición perpendicular de estas fibras aparece para restringir el movimiento hacia la duramadre de la médula espinal.
Se encontró que el ligamento nucal es continuo con la parte posterior de la dura madre de la espina dorsal y la porción lateral del hueso occipital.
Las estructuras anatómicas inervadas por los nervios cervicales de la C1 a C3 son potencialmente productoras de dolores de cabeza. Incluidas están las articulaciones de los 3 segmentos cervicales superiores, la dura madre y la espina dorsal.
Las conexiones entre la dura madre y tejidos musculares y conectivos en la espina cervical superior y las áreas del hueso occipital podrían responder anatómica y fisiológicamente el por qué del dolor de cabeza cervicogénico. Esto propone a futuro una explicación de la una mejor manipulación para lograr mejor eficacia en tratamientos para este tipo de migrañas.